# Флаг Победы (Азербайджан)

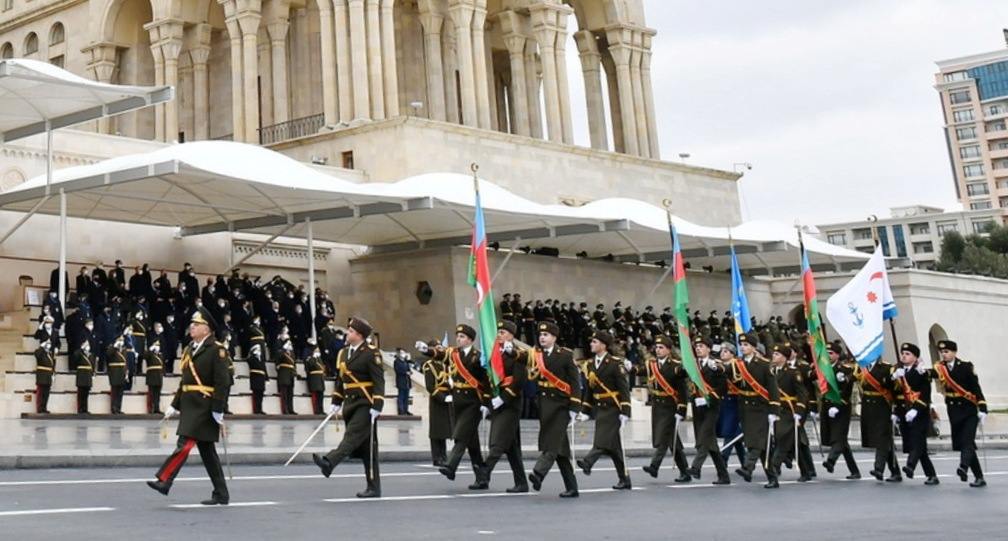
Флаг Победы на Параде Победы в Баку (2020 год)

Флаг Победы или Знамя Победы — флаг, поднятый над зданием исполнительной власти города Шуша воинами Азербайджанской Армии, после освобождении Шуши от армянской оккупации 8 ноября 2020 года. Этот флаг был объявлен Флагом Победы Азербайджана во Второй Карабахской войне.
Флаг, установленный войсками Сил специального назначения Азербайджана после освобождения Шуши, является главным символом победы Азербайджана во Второй карабахской войне.
Флаг Победы, главный символ победы Азербайджана во Второй Карабахской войне, был вынесен на площадь Свободы во время Парада Победы в Баку военнослужащими под руководством Героя Отечественной войны генерал-майора Заура Джаваншира, назначенного первым комендантом города после освобождения Шуши.

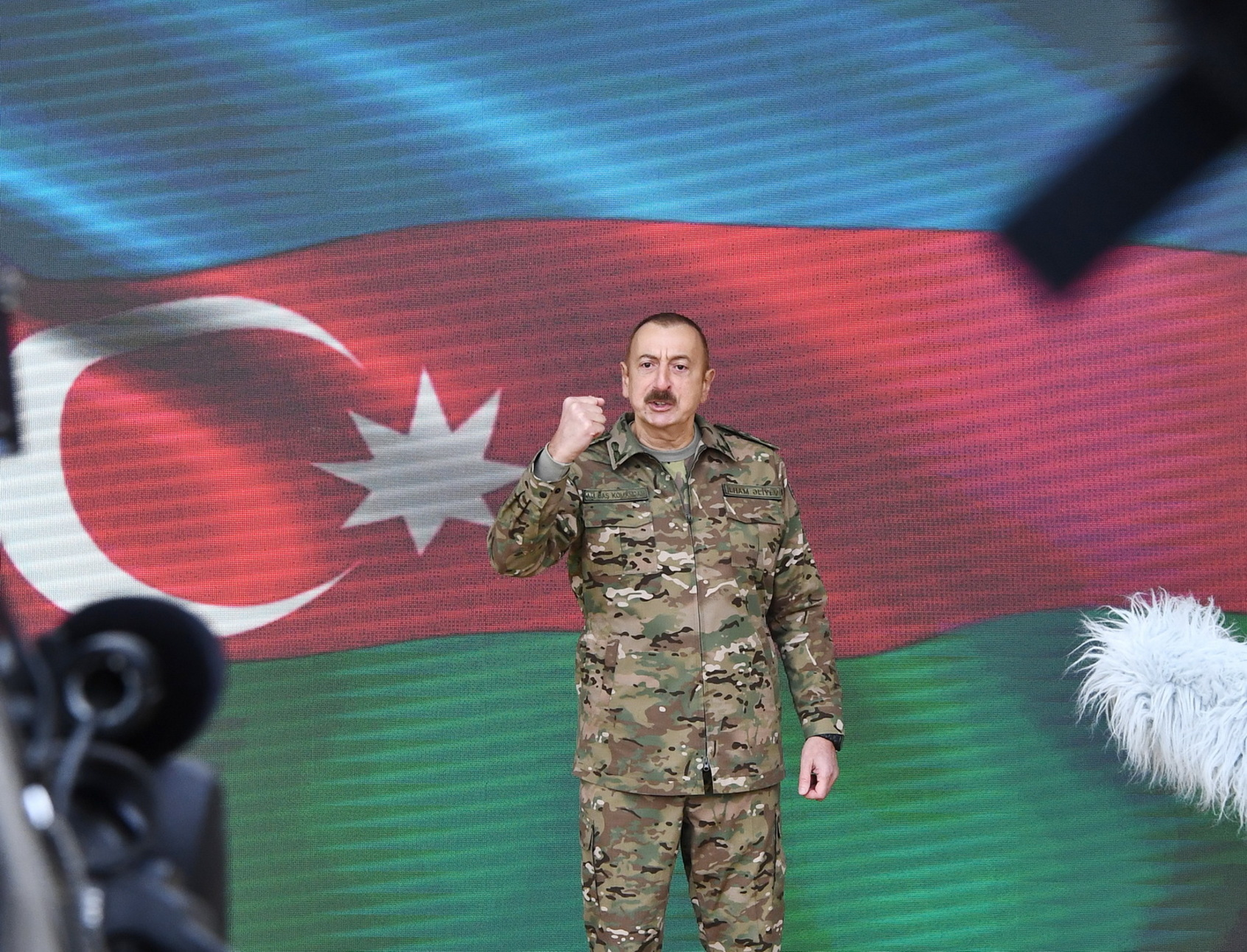
Президент Азербайджана Ильхам Алиев объявляет на Аллее шахидов в Баку о возвращении города Шуши под контроль Азербайджана. 8 ноября 2020 г

В настоящее время флаг хранится в Министерстве обороны Азербайджана. Указом Президента Азербайджанской Республики Ильхам Алиева от 3 декабря 2020 года в Азербайджане создается Мемориальный комплекс и музей Победы Отечественной войны, где в будущем планируется выставлять Знамя Победы.

## История

Карта операции по освобождению г. Шуша

С 27 сентября по 10 ноября 2020 года продолжалась Вторая Карабахская или Отечественная война между Азербайджаном и Арменией. 44-дневная война завершилась уверенной победой Азербайджана. В ходе этой войны самой успешной операцией Азербайджанской армии стало освобождение города Шуша от оккупации 8 ноября. Именно Шушинская операция сыграла важную роль в окончании войны.

### Закрепление флага
В рамках операции по освобождению города Шуша, 7 ноября Войска Специального назначения Азербайджана, поднимаясь по скалам города вошли в Шушу. После того, как армянские войска были изгнаны из города, 8 ноября президент Азербайджана Ильхам Алиев официально объявил об освобождении Шуши от оккупации.
После освобождения города Вооружённые силы Азербайджана подняли азербайджанский флаг над зданием Исполнительной власти города.
10 ноября в 01:00 по бакинскому времени война завершилась декларацией, повлекшей за собой полное прекращение огня и боевых действий в зоне нагорно-карабахского конфликта, а также  к 1 декабрю 2020 г. вывода армянских войск с территорий вокруг Нагорного Карабаха.

## Провозглашение флага Победы
10 декабря 2020 года на площади Азадлыг в Баку состоялся исторический военный парад в честь победы Азербайджана во Второй Карабахской войне. Помимо 3000 азербайджанских солдат и офицеров, в Параде Победы в Баку также приняли участие солдаты и офицеры Вооружённых сил Турции.
После освобождения Шуши, перед военным парадом в Баку флаг,  установленный войсками Сил специального назначения Азербайджана, был объявлен Флагом Победы Азербайджанской Республики.